# Xã Lorain, Quận Nobles, Minnesota
Xã Lorain (tiếng Anh: Lorain Township) là một xã thuộc quận Nobles, tiểu bang Minnesota, Hoa Kỳ. Năm 2010, dân số của xã này là 297 người.